# Konservativ Ungdoms Landsstævne i Kolding 4-9-1938
Konservativ Ungdoms Landsstævne i Kolding 4-9-1938 er en dansk dokumentarfilm fra 1938.

## Handling
Konservativ Ungdom (K.U.) kalder til landsstævne i de historiske omgivelser ved Koldinghus. K.U.'erne strømmer til Kolding fra hele landet. Der afholdes morgenandagt i Kristkirken. K.U.'s orkester giver koncert på byens torve. Folketingspolitikeren Ole Bjørn Kraft holder tale ved Læssøestenen. 12.000 fremmødte fylder Koldinghus' slotsgård ved aftenens folkemøde. Derefter er der fakkeltog gennem byen.
Blandede optagelser fra organisationens arbejde: På kontoret registreres nye medlemmer. De unge sætter propagandaplakater op i byen. Ungdomsstævne. Kvinderne syer K.U.-flag.